# Reichwalde (Bersteland)

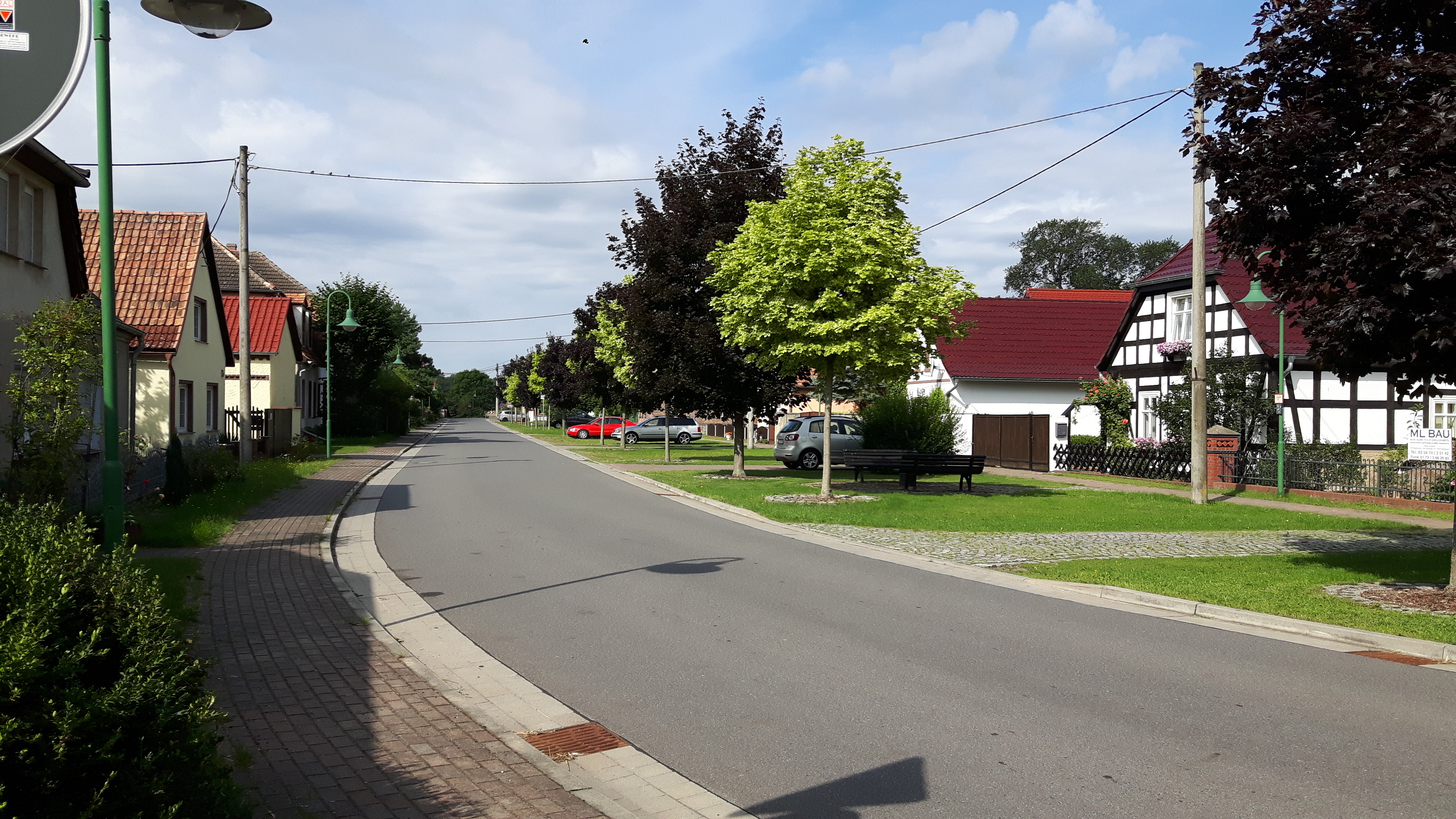
Reichwalde

Reichwalde (niedersorbisch Rychwałd) ist ein Ortsteil der Gemeinde Bersteland im Landkreis Dahme-Spreewald in Brandenburg. Bis zur Eingemeindung nach Bersteland am 1. Februar 2002 war Reichwalde eine eigenständige Gemeinde, die vom Amt Unterspreewald verwaltet wurde.

## Lage
Reichwalde liegt in der Niederlausitz im Landschaftsgebiet des Unterspreewaldes knapp zwölf Kilometer westlich von Lübben. Umliegende Ortschaften sind Freiwalde im Nordosten, der Gemeindeteil Rickshausen im Osten, der zur Gemeinde Kasel-Golzig gehörende Ortsteil Schiebsdorf im Südosten, Kasel-Golzig im Südwesten, der zur Stadt Golßen gehörende Ortsteil Zützen mit dem Gemeindeteil Gersdorf im Westen sowie der zur Gemeinde Schönwald gehörende Ortsteil Waldow/Brand im Nordwesten.
Reichwalde liegt an der Kreisstraße 6137, die über Kasel-Golzig nach Luckau führt. Die Landesstraße 71 von Dahme nach Leibsch verläuft etwa einen Kilometer östlich des Dorfes, die Bundesstraße 115 von Lübben nach Jüterbog liegt einen Kilometer nördlich. Die nächstgelegene Autobahnanschlussstelle Freiwalde an der Bundesautobahn 13 liegt etwa vier Kilometer entfernt. Durch Reichwalde fließt die Berste.
Von Reichwalde aus fahren Busse nach Luckau (Linie 468), nach Golßen (beide Linien) und nach Lübben (Linie 476). Die Strecken werden von der Regionalen Verkehrsgesellschaft Dahme-Spreewald (RVS) bedient.

## Geschichte
Reichwalde wurde erstmals im Jahr 1170 urkundlich erwähnt.
Im 12. und 13. Jahrhundert wurde die Burg Reichwalde auf einem von Sümpfen umgebenen slawischen Burgwall erbaut. Erstmals erwähnt wurde die Burg im Jahr 1301. Der Ort und die Burg waren Zentrum der Herrschaft Reichwalde, zu der neben Reichwalde noch etwa elf bis dreizehn weitere Dörfer gehörten. Am 26. April 1414 verkaufte der Besitzer Hans von Bieberstein einen Teil der Herrschaft, darunter auch Reichwalde, an die Stadt Luckau, dadurch wurde Reichwalde ein Ratsdorf der Stadt.
Die Burg Reichwalde lag nördlich von Reichwalde an der Straße nach Freiwalde. Nach dem Verkauf von Reichwalde an die Stadt Luckau und der damit verbundenen Auflösung der Herrschaft Reichwalde erteilte König Wenzel die Erlaubnis zum Abriss der Burg, von der heute nichts mehr vorhanden ist.
Reichwalde gehört zur Kirchengemeinde Kasel-Golzig.
Nach dem Wiener Kongress kam das vormals sächsische Reichwalde an das Königreich Preußen und lag im Landkreis Luckau. Am 25. Juli 1952 wurde die Gemeinde dem neu gebildeten Kreis Luckau im Bezirk Cottbus zugeordnet. Nach der Wende lag Reichwalde im Landkreis Luckau in Brandenburg. Am 26. Oktober 1992 schloss die Gemeinde sich dem Amt Unterspreewald an. Nach der Kreisreform in Brandenburg am 6. Dezember 1993 kam die Gemeinde Reichwalde schließlich zum neu gebildeten Landkreis Dahme-Spreewald. Am 1. Februar 2002 schloss sich Reichwalde mit den Gemeinden Freiwalde und Niewitz zu der neuen Gemeinde Bersteland zusammen. Am 1. Januar 2013 fusionierte das Amt Unterspreewald mit dem Amt Golßener Land, dadurch entstand das Amt Unterspreewald.

## Bevölkerungsentwicklung
| 1875 | 330 | 1939 | 259 | 1981 | 207 |
| 1890 | 356 | 1946 | 361 | 1985 | 197 |
| 1910 | 320 | 1950 | 217 | 1989 | 180 |
| 1925 | 290 | 1964 | 235 | 1995 | 182 |
| 1933 | 272 | 1971 | 230 | 2001 | 185 |

## Persönlichkeiten
- Alwin Arndt (1878–1959), Pädagoge, Biologe und Historiker

## Nachweise
1. ↑  Amt Unterspreewald – Einwohnermeldeamt (Hrsg.): Einwohnerzahlen des gesamten Amtes Unterspreewald (mit Gemeinden und Orts-/Gemeindeteilen) zum Stand 01.01.2017. Schönwalde 27. Juli 2017 (Kontaktdaten [abgerufen am 27. Juli 2017]).
2. ↑  Arnošt Muka: Serbski zemjepisny słowničk. Budyšin, 1927, S. 81 (Digitalisat).
3. ↑  Gemeinde Bersteland. In: unterspreewald.de. Amt Unterspreewald, archiviert vom Original am 28. Juli 2017; abgerufen am 24. März 2024.
4. ↑  Reichwalde im Geschichtlichen Ortsverzeichnis. Abgerufen am 27. Juli 2017.
5. ↑  Historisches Gemeindeverzeichnis des Landes Brandenburg 1875 bis 2005. (PDF; 331 KB) Landkreis Dahme-Spreewald. Landesbetrieb für Datenverarbeitung und Statistik Land Brandenburg, Dezember 2006, abgerufen am 27. Juli 2017.